# سنيكما
سنيكما إس إيه (بالإنجليزية: Snecma S.A) الفرنسية هي شركة متعددة الجنسيات، تصنع محركات الطائرات والصواريخ، مقرها في كوركورون، فرنسا. تقوم سنيكما بمفردها أو مع شركائها بتصميم وتطور وإنتاج وتسويق محركات للطائرات المدنية والعسكرية، وعربات الإطلاق والأقمار الصناعية. وتقدم الشركة أيضا مجموعة كاملة من خدمات الدعم لمحركات لشركات الطيران، والقوات المسلحة وشركات أخرى. سنيكما هي شركة تابعة لمجموعة سافران الفرنسية.

## الاسم
سنيكما اسم مختصر ماخوذ من تركيبة الاحرف الاستهلالية من اسم: الشركة الوطنية لتصميم وبناء محركات الطيران (باللغة الفرنسية: "Société nationale d'études et de construction de moteurs d'aviation") حتى 27 ابريل 2004.

## التاريخ
تشكلت سنيكما في عام 1945 مع الشركة الألمانية بي ام دبليو لتكنولوجيا محركات الطائرات، وذلك عند تأميم الشركة الفرنسية غنوم و رون لمحركات الطائرات.

## الستينات1960
- في عام 1961، اتفقت سنيكما وبريستول سايدلي على مشروع مشترك لإنتاج محركات لطائرة الكونكورد، والذي عرف لاحقا باسم رولز رويس/ سنيكما أوليمبوس 593 (بالإنجليزية: Rolls-Royce/Snecma Olympus 593). حيث تم صنع الجسم الرئيسي للمحرك من قبل بريستول أوليمبوس (Bristol Olympus) مع أضافة تحسينات على مآخذ الهواء المتغيرة واللازمة للطيران الأسرع من الصوت.
- في عام 1968، تمكنت سنيكما من السيطرة على الشركة الإسبانية (Hispano-Suiza)، وعلى شركة صناعة الطائرات (Socata)، وعلى شركة بوجاتي (Bugatti)، والتي قدرت سنيكما خبرتها السابقة في صناعة محركات التوربو. وقد قامت سنيمكا في وقت لاحق بإعادة تنظيم لاحقة جمعت فيه كافة خدمات الصيانة في شركة واحدة.

## السبعينات1970

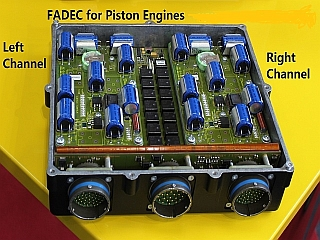
(FADEC) وحدة التحكم في المحرك خاصة بمحرك ذو مكابس

- في عام 1970، اتفقت سنيكما وشركة ميسير (Messier) على دمج اعمالهم الخاصة بتصنيع معدات الهبوط للطائرات (landing gear). وفي العام التالي، تم تشكيل ميسير-الإسباني (Messier-Hispano)، والتي أمتلكت سنيكما حصة فيها. ومالبثت سنيكما حتى سيطرت سيطرة كاملة على شركة ميسير-الإسباني وذلك في عام 1973.
- في عام 1977، ولمزيد من القوة فقد تم دمج أعمال معدات الهبوط للطائرات من خلال إنشاء ميسير-الإسباني بوجاتي (Messier-Hispano-Bugatti) والتي عرفت لاحقا باسم ميسير-بوغاتي (Messier-Bugatti).
- في عام 1974، قامت سنيكما وجنرال الكتريك للطيران بإنشاء مشروع مشترك عرف بأسم سي اف ام الدولية (CFM International) بغرض إنتاج محركات للطائرات، وكان بداية لعلاقة طويلة الأمد استمرت حتى اليوم. وفي عام 1985 أنبثق عن هذه الشراكة إنتاج جهاز وحدة التحكم الكامل بالمحرك الرقمية والمعروفة بأسم (FADEC). والتي تعرف أيضا باسم وحدة التحكم في المحرك (EEC).

## التسعينات1990

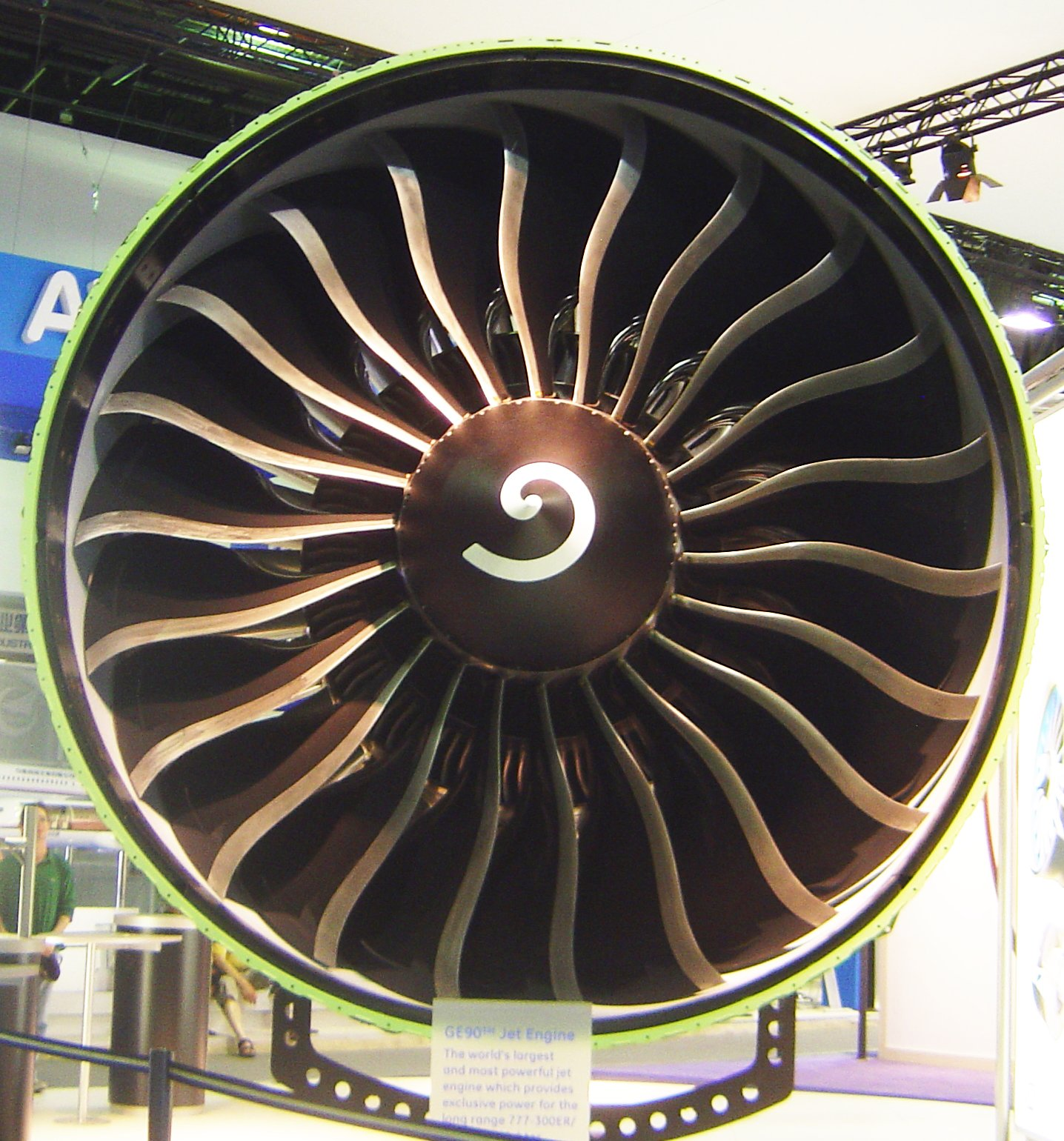
محرك جنرال إلكتريك جي إي 90

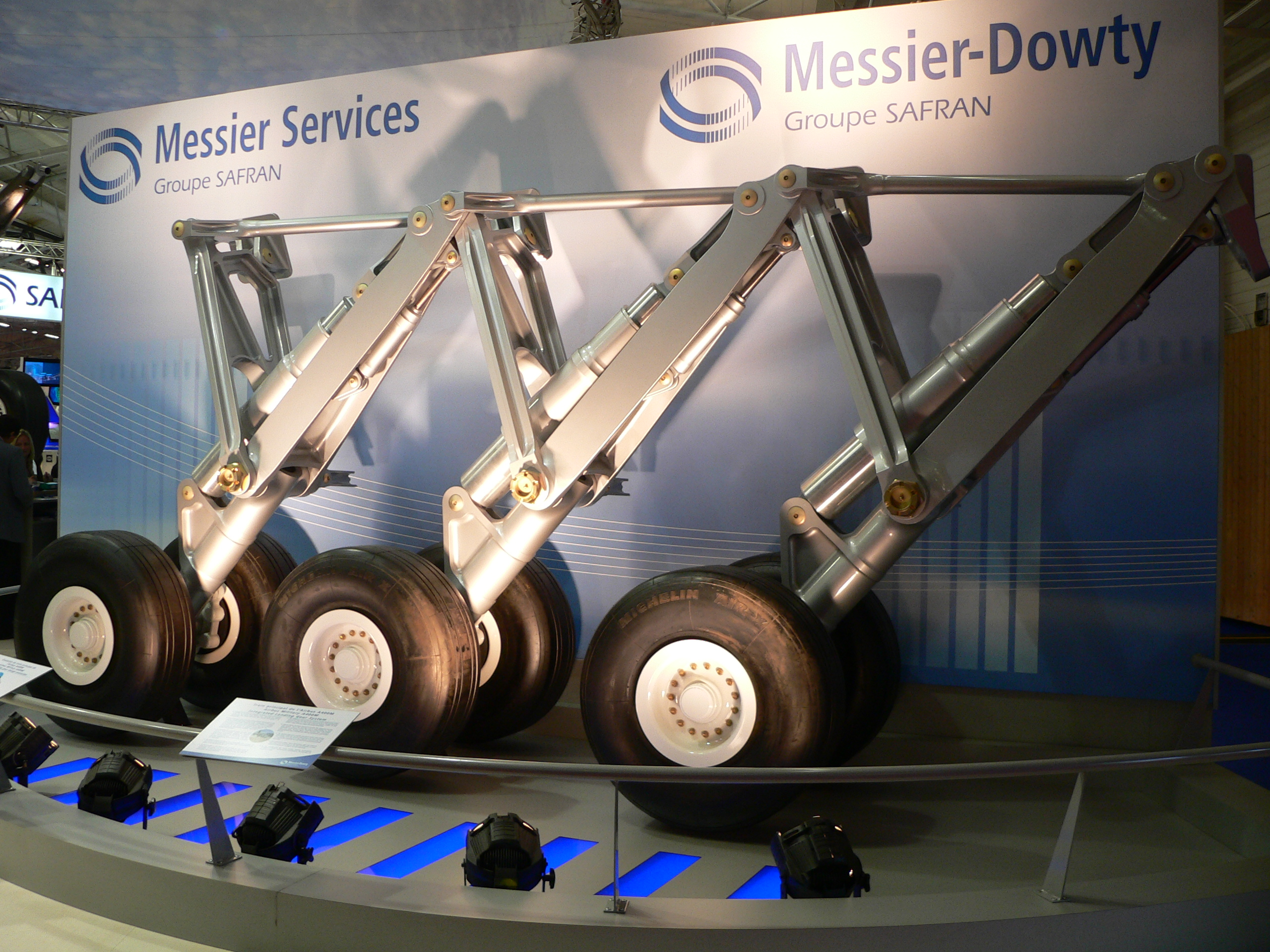
جهاز هبوط طائرات من أنتاج شركة ميسير-داوتي، مخصص لطائرة إيرباص إيه 400إم

- في عام 1990، أعلنت سنيكما مشاركتها مع جنرال إلكتريك برنامج المحرك جي إي 90.
- في عام 1994، تشكيل شركة ميسير-داوتي (Messier-Dowty)، وذلك بعد اندماج شركة (ميسير) لتصنيع معدات الهبوط للطائرات والتابعة لسنيكما (ميسير) مع شركة داوتي التابعة مجموعة تي آي (TI Group) البريطانية.
- في عام 1997 حصلت سنيكما 100 % من شركة سوسيتيه الأوروبية لمحركات الدفع (Société européenne de propulsion).[3]

والتي تختص في محركات الدفع الصاروخي، وآليات الأقمار الصناعية، والمواد الحرارية الهيكلية (بما في ذلك مركبات الكربون).
- في عام 1998، تمكنت سنيكما من السيطرة الكاملة على شركة ميسير-داوتي (Messier-Dowty).
- في عام 1999، أنشئت شركة خدمات سنيكما (Snecma Services) وذلك لتوحيد جميع عمليات الصيانة والإصلاح والفحص (MRO) والتي شملت أيضا شركة سوكاتا - سنيكما (Sochata-Snecma).
- في عام 2000، أصبح سنيكما شركة قابضة، حيث تم أعادة تشكيل قسم إصلاح واعمال المحركات تحت سنيكما للمحركات (Snecma Moteurs). كما تم في وقت لاحق من هذه السنة، أستحوذت سنيكما على (Labinal) وهي شركة رائدة في العالم في مجال تصميم وإنتاج وتركيب وصيانة أنظمة الأسلاك الكهربائية، والهندسة والتكنولوجيا والتي ارتبط اسمها كثيرا بأسواق الطيران والفضاء والدفاع [5]، بالتزامن مع استحواذها على شركة توربوميكا والشركات التابعة لها والمتخصصة في إنتاج المحركات التوربينية ل لطائرات الهليكوبتر والطائرات المدنية والعسكرية والصواريخ.[6]
- في عام 2001، أنشئت سنيكما شركة هورال هاسبانو (Hurel-Hispano) (والتي أعيد تسميتها وتعرف الآن باسم “Aircelle”) بغرض تعزيز اعمالها في مجال صناعة حجرات المحركات (Nacelle)، والدوافع العكسية.
- في عام 2004، دخلت الشركة في شراكة مع ان بي او ساتورن الروسية كشريك بالمناصفة في بور جت، وذلك لتصنيع محرك سام 146 (SaM146) للطائرة سوخوي سوبرجت 100.
- في عام 2005، اندمجت سنيكما مع ساجيم لتشكل بذلك مجموعة سافران. حيث تم تقسيم سنيكما مع الشركات التابعة للمجموعة الجديدة للمساهمة في أعمال محركات الدفع والمعدات. وتم أعادة تسمية “محركات سنيكما” إلي “سنيكما”.

## المنتجات

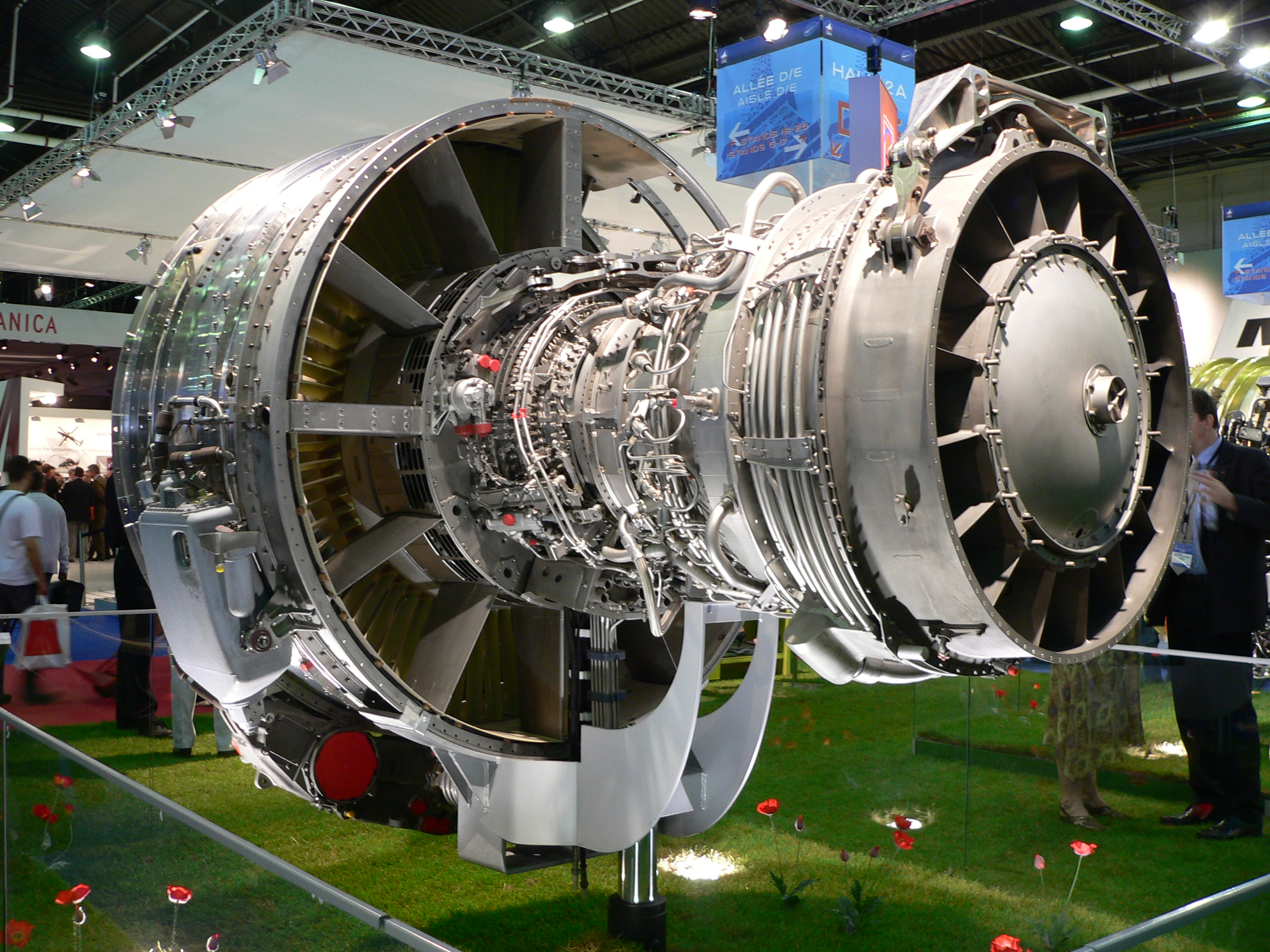
محرك سي اف ام 56 من أنتاج سي اف ام الدولية يعمل على الكثير من طائرات شركات الطيران في العالم

أنتاج محركات الطائرات المدنية هو النشاط الرئيسي للشركة، ويعد محرك سي اف ام 56 والذي تنتجه شركة سي اف ام الدولية، وهي شركة مشتركة بين سنيكما وجنرال الكتريك للطيران. وعائلة محركات سي اف ام 56 تستعمل كمحركات دفع على أكثر من 4,900 طائرة في جميع أنحاء العالم.
وسنيكما هي أيضا الشريك الرئيسي في مشاريع وبرامج إنتاج محركات سي اف 6-80 ومحرك جي إي 90. كما زادت سنيكما في الآونة الأخيرة وجودها في سوق المحركات المروحية ذات الدفع العالي، وذلك من خلال الانضمام إلى مشروع تحالف المحرك وهو مشروع مشترك 50/50 بين جنرال الكتريك للطيران وبرات آند ويتني وهو برنامج لإنتاج محرك جي بي 7000، ويعد هذا المحرك واحد من اثنين من المحركين المتوفرة لتشغيل طائرة إيرباص إيه 380.

## طائرة
- سنيكما Coleoptere

## المحركات التجارية
- محرك سي اف ام 56 (CFM56)، من أنتاج سي اف ام الدولية (50٪).
- محرك ليب (LEAP) (قيد التطوير)، من أنتاج سي اف ام الدولية (50٪).
- محرك سام 146 (SaM146)، من أنتاج بور جت (50٪). لاستخدامها على سوخوي سوبرجت 100 .
- محرك جي إي 90 (GE90) مع جنرال الكتريك للطيران (23.5٪)
- محرك سي اف 6 (CF6) مع جنرال الكتريك للطيران (10-20٪) من حصة الإنتاج، اعتمادا على نموذج المحرك
- محرك جي بي 7000 (GP7000) مع تحالف المحرك (10٪)
- محرك سنيكما SILVERCREST (قيد التطوير)
- محرك المروحة العنفية 5,000 SHP تربيني (تحت الدراسة) للطائرات الإقليمية ذات السعة المقعدية 70-90 مقعد.[3][7]

## المحركات العسكرية
- سنيكما عطار
- سنيكما M53
- سنيكما ام 88 (M88) والمستخدم في داسو رافال.
- محرك تي بي400-دي6 (TP400-D6) من إنتاج يورو بروب الدولية (28٪)
- سنيكما Turbomeca Larzac

## محركات الفضاء
- الإسكندينافي
- HM7B
- PPS-1350
- فينشي (قيد التطوير)
- فولكان الثاني، المحرك الرئيسي لل اريان 5 قاذفة.

## مواقع
- كوركورون: المقر
- ايفري - كوربيل
- جينيفير
- ايستر
- مركز غيانا الفضائي
- لو كروسو
- فيرنون
- MELUN Villaroche المطار
- سان كوينتين-EN-إيفلين
- شاتيلرو

## وصلات خارجية
- الموقع الرسمي سنيكما نسخة محفوظة 3 يونيو 2016 على موقع واي باك مشين.

## مقاطع الفيديو
- سنيكما قناة يوتيوب